# لحام بحزمة ليزرية
اللحام بواسطة الليزر  أو اللحام بواسطة شعاع الليزر (بالإنجليزية: Laser beam welding أوLBW) هي تقنية لحام عدة من القطع المعدنية باستخدام الليزر. ويقدم فيض أو شعاع الليزر مصدرا للحرارة مركزة دقيقة المساحة ودقيقة العمق، ويؤدي ذلك بأعداد كبيرة.
ويستخدم اللحام بفيض الليزر في العمليات الدورية في الصناعة مثل صناعة السيارات.

## العملية
مثل لحام فيض الإلكترونات (EBW) ، لحام شعاع الليزر له كثافة طاقة عالية (بقدر  1  ميغاواط / سنتيمتر  2 ) مما يؤدي إلى منطقة متأثرة بالحرارة  . يمكن أن يختلف حجم بقعة الليزر بين 0.2  مليمتر و 13  مليمتر ، على الرغم من استخدام أحجام أصغر فقط للحام. يتناسب عمق الاختراق مع مقدار طاقة اللزر  ، ولكنه يعتمد أيضًا على موقع نقطة التركيز: يتم تعظيم الاختراق عندما تكون النقطة المحورية أقل قليلاً من سطح قطعة العمل.
يمكن استخدام شعاع ليزر مستمر أو نابض حسب التطبيق. تُستخدم نبضات بطول ميلي ثانية في لحام المواد الرقيقة مثل شفرات الحلاقة ، بينما تُستخدم أنظمة الليزر المستمرة في اللحامات العميقة.
لحام حزمة اللحام ليزر  هي عملية متعددة الاستخدامات ، قادرة على اللحام الصلب الكربوني  ، فولاذ HSLA ، الفولاذ المقاوم للصدأ ، الألومنيوم ، التيتانيوم. ونظرًا لمعدلات التبريد العالية ، يعد التكسير مصدر قلق عند لحام الفولاذ عالي الكربون. جودة اللحام بالليزر عالية ، مماثلة لجودة لحام شعاع الإلكترون  . تتناسب سرعة اللحام مع كمية الطاقة المقدمة ولكنها تعتمد أيضًا على نوع وسمك قطع العمل. القدرة العالية للطاقة لـ ليزر الغاز تجعلها مناسبة بشكل خاص للتطبيقات ذات الحجم الكبير.  لحام حزمة الليزر LBW  هو المهيمن بشكل خاص في صناعة السيارات.
بعض مزايا LBW بالمقارنة مع EBW هي:
- يمكن أن ينتقل شعاع الليزر عبر الهواء بدلاً من الحاجة إلى فراغ
- تتم  العملية بسهولة باستخدام الآلات الروبوتية
- لا يتم إنشاء صور الأشعة السينية
- ينتج عن LBW لحامات عالية الجودة [5][6]

أحد مشتقات LBW هو اللحام الهجين بالليزر الذي  يجمع بين الليزر  وطريقة اللحام بالقوس مثل لحام قوسي بالمعدن والغاز. يتيح هذا المزيج مزيدًا من المرونة في تحديد المواقع ، نظرًا لأن 
لحام قوسي بالمعدن والغاز توفر المعدن المنصهر لملء المفصل ، وبسبب استخدام الليزر ، تزيد سرعة اللحام فوق ما هو ممكن عادةً باستخدام 
الحام القوسي بالمعدن والغاز. تميل جودة اللحام إلى أن تكون أعلى أيضًا ، حيث تقل احتمالية القطع.

## اقرأ أيضا
- مزدوج معدني
- لحام فيض الإلكترونات
- لحام بالأشعة السينية
- لحام احتكاكي
- دليل لحام المعادن